# Ferdinand de la Cerda
Ferdinand (šp. Fernando) de la Cerda (23. listopada 1255. – 25. lipnja 1275.) bio je kastiljski infant. Nadimak „de la Cerda“ znači „od čekinja“. Smatralo se da će Ferdinand biti nasljednik trona.
Ferdinandov je otac bio kralj Alfons X., a majka Violanta Aragonska.
Godine 1268., Ferdinand se oženio gospom Blankom, kćerju francuskog kralja Luja IX. Svetoga. Blanka je svome mužu rodila Alfonsa i Fernanda.